# 格鲁舍夫卡农村居民点
格鲁舍夫卡农村居民点（俄语：Грушевское сельское поселение）是俄罗斯联邦别尔哥罗德州沃洛科诺夫卡区所属的一个农村居民点。其下辖有8个居民点，行政中心为格鲁舍夫卡。据2016年统计，该农村居民点的人口为1345人。